# Erica kingaensis
Erica kingaensis là một loài thực vật có hoa trong họ Thạch nam. Loài này được Engl. mô tả khoa học đầu tiên năm 1901.